# Stichoplastoris stylipus
Stichoplastoris stylipus là một loài nhện trong họ Theraphosidae.
Loài này thuộc chi Stichoplastoris. Stichoplastoris stylipus được Carlos E. Valerio miêu tả năm 1982.